# Ximena Sariñana (album)
Ximena Sariñana – wydany w 2011 drugi studyjny album Ximeny Sariñany. Zawiera gatunki: pop, synthpop, indie pop. Producentami albumu są: Sariñana, Natalia Lafourcade i David Andrew Sitek. 

## Historia albumu
Wydany w 2008 debiutancki album Sariñany Mediocre wyłącznie w Meksyku sprzedał się w nakładzie 100.000 egzemplarzy. Po sukcesie Mediocre wytwórnia Warner Music Group zaproponowała Sariñanie nagranie drugiego albumu. Sesje nagraniowe do albumu Sariñana rozpoczęła w 2009 r. Ogółem w czasie sesji Sariñana skomponowała 35 piosenek, z których 11 przeznaczono na album. 
Album promował tylko jeden singel z piosenką "Different", który ukazał się 25 lipca. Album ukazał się 2 sierpnia.

## Lista utworów
1. "Different" (Tim Armstrong) (3:39)
2. "The Bid" (Greg Kurstin) (4:23)
3. "Shine Down" (David Andrew Sitek) (4:02)
4. "Echo Park" (Kurstin) (3:27)
5. "Bringing Us Down" (Baltazar Hijonosa) (3:30)
6. "Tomorrow" (Kurstin) (3:53)
7. "Lies We Live In" (Sitek) (3:44)
8. "Common Ground" (Kurstin) (4:05)
9. "Love Again" (F. Greenall) (5:11)
10. "Tú y jo" (Natalia Lafourcade) (4:28)
11. "Wrong Miracle" (Matt Hales) (3:18)

Łączny czas: 43:32